# Kutsajoki
Der Kutsajoki (auch Ontonjoki; russisch Кутсайоки, Онтонйоки) ist ein Fluss im Südwesten der russischen Oblast Murmansk. 
Er hat eine Länge von 80 km. Der Kutsajoki hat seinen Ursprung im See Nivajarvi.
Von dort fließt er in östlicher Richtung bis zu seiner Mündung in die Tumtscha.